# Лорманє
Лорманє (словен. Lormanje) — поселення в общині Ленарт, Подравський регіон‎, Словенія.